# Let's Go Rodeo
Let's Go Rodeo é o primeiro álbum de estúdio da cantora brasileira Ana Castela, lançado de forma independente em 29 de maio de 2025. Contendo a participação especial de Diplo, o disco mistura o country norte-americano com o sertanejo raiz.

## Lista de faixas
| Let's Go Rodeo - Edição padrão |                                 | |         |  |
| N.º                            | Título                          | Compositor(es) | Duração |  |
| 1.                             | "Olha Onde Eu Tô"               | Ana Castela Rodolfo Alessi Mateus Félix Raphael Soares Leo Souzza Ibere Fortes Ender Thomas Antony Alberto Guajardo "Zsurround" | 3:01    |  |
| 2.                             | "Tropa do Chapelão" (com Diplo) | Castela Diplo Alessi Félix Souzza Carolina Marcílio Pedro Breder Sebastian del Gallego Fernandez                                | 2:22    |  |
| 3.                             | "Se Amando nas BR"              | Castela Alessi Félix Souzza Marcilio Breder                                                                                     | 2:03    |  |
| 4.                             | "Rodeio no Texas"               | Castela Félix Souzza | 2:41    |  |
| 5.                             | "Não Precisa Ser Cowboy"        | Alessi Soares Félix Souzza | 3:17    |  |
| 6.                             | "Pra Quem Você Ligou"           | Félix Normani Pelegrini | 2:48    |  |
| 7.                             | "As Cowgirl"                    | Alessi Soares Félix Souzza Luan Pereira                                                                                         | 2:00    |  |
| 8.                             | "Saudade é Saudade"             | Alessi Soares Félix Souzza | 2:50    |  |
| 9.                             | "Tô Voltando" (classic)         | Alessi Soares Félix Pelegrini Renato Campero                                                                                    | 2:35    |  |
| Duração total:                 | Duração total:                  | Duração total: | 23:33   |  |

## Histórico de lançamentos
| País  | Data               | Volume | Formato(s)                 | Gravadora                  | Ref.  |
| ----- | ------------------ | ------ | -------------------------- | -------------------------- | ----- |
| Terra | 29 de maio de 2025 | Padrão | Download digital streaming | Ana Castela (independente) | [ 5 ] |